# Del Duro
Del Duro es un álbum recopilatorio de varios artistas perteneciente a la colección de CD Los Discos De La Luna, editado en 1999, está compuesto por 12 canciones, perteneciente a la compañía discográfica PolyMedia, y el álbum trata de Los Grandes Grupos Del Rock Duro, en la portada del álbum se refleja la imagen de una tableta de turrón con almendras encima de una batería, mientras que el palo que se usa para tocar la batería está golpeando y rompiendo la tableta encima de la batería.

## Prólogo
En el libreto interior del álbum se visualiza el texto del prólogo :
Un Mordisco A Lo Más Duro Del Rock Nacional
El rock es una pieza dura de roer, desde su ya lejano nacimiento, nunca ha faltado quien vaticine su más o menos inmediata desaparición. Nada de eso. Como rezaba el estribillo de una vieja canción de Danny And The Juniors, El Rock Está Aquí Para Quedarse. La consistencia de las materias primas con las que se manufactura esta música aseguran una holgada fecha de caducidad. La masa del rock se fue consolidando a fuerza de mezclar elementos de la música negra y blanca. La necesidad de nuevas fórmulas de expresión de la juventud acabó de aglutinar todos los componentes hasta convertir el rock en la banda sonora universal de este final de milenio.
En esta selección de rock hispano se encuentran todo tipo de sabores y texturas, desde lo más duro, casi lindante con el Heavy Metal, hasta los ejercicios de estilo de los artesanos más selectos. Comienzan las raciones con un buen pedazo de Barricada, navarros y reivindicativos, que ven el mundo teñido de Rojo. Los Suaves nos ofrecen su rock popular, gallego y Sin Techo, mientras que desde Granada llegan los ecos de una banda con poca suerte y mucha clase, 091 y su Otros Como Yo. La pertinente posición de esos roqueros añejos que nunca mueren viene representada por Coz - Atrévete -, y Asfalto - Más Que Una Intención. También está presente Manolo Tena, que escribió las mejores páginas de su carrera en Alarma!!!, grupo con el que grabó canciones como Colgado De Ti. Gabinete Caligari homenajea al clásico del rock español por excelencia, Burning, con Like A Shot, y los propios Burning aportan una de las estrellas de su repertorio: No Pares De Gritar. Completan el surtido de tropezones con los muchachos de Tribu X - Miedo A Decir Que no, Las Novias - Tormenta y Txarrena - Frío.
Cuidado con los dientes.
Especialidad De La Casa
Para hacer rock conviene ser un poco chulo. Jorge Martínez, alma y guitarra iracunda de Los Ilegales, lo entendió así desde que fundó la banda. Canciones como Soy Un Macarra, alarde de dureza existencial con mala leche, son algo más que una declaración de principios: forman parte de la mitología necesaria para entender un estilo que es algo más que una música.

## Canciones
| N.º | Título                  | Intérprete        | Duración |  |
| 1.  | «Soy un macarra»        | Ilegales          |          |  |
| 2.  | «Colgado de ti»         | Alarma!!!         |          |  |
| 3.  | «Rojo»                  | Barricada         |          |  |
| 4.  | «Like a shot»           | Gabinete Caligari |          |  |
| 5.  | «Sin techo»             | Los Suaves        |          |  |
| 6.  | «No pares de gritar»    | Burning           |          |  |
| 7.  | «Miedo a decir que no»  | Tribu X           |          |  |
| 8.  | «Atrévete»              | Coz               |          |  |
| 9.  | «Otros como yo»         | 091               |          |  |
| 10. | «Más que una intención» | Asfalto           |          |  |
| 11. | «Frío»                  | Txarrena          |          |  |
| 12. | «Tormenta»              | Las Novias        |          |  |